# Władimir Goriajew
Władimir Michajłowicz Goriajew, ros. Владимир Михайлович Горяев (ur. 19 maja 1939 we wsi Nikulino, obecnie Moskwa) – białoruski lekkoatleta startujący w barwach ZSRR, trójskoczek, wicemistrz olimpijski z 1960.
Na igrzyskach olimpijskich w 1960 w Rzymie zdobył srebrny medal w trójskoku, za Józefem Szmidtem, a przed innym reprezentantem ZSRR Witoldem Kriejerem.
Zdobył srebrny medal w trójskoku na mistrzostwach Europy w 1962 w Belgradzie, przegrywając jedynie z Józefem Szmidtem, a przed swym rodakiem Olegiem Fiedosiejewem.
Był mistrzem ZSRR w trójskoku w 1962 i 1963, wicemistrzem 1961 i brązowym medalistą w 1959.
Rekordy życiowe Goriajewa:
- trójskok – 16,65 m (17 czerwca 1962, Kijów)